# Ellis County (Texas)
Ellis County je okres ve státě Texas v USA. K roku 2010 zde žilo 149 610 obyvatel. Správním městem okresu je Waxahachie. Celková rozloha okresu činí 2 466 km².